# Capitaine Flamingo
Pour les articles homonymes, voir Flamingo.
Capitaine Flamingo (Captain Flamingo) est une série télévisée d'animation philippine–canadienne en 52 épisodes de 22 minutes (ou 104 segments de 11 minutes) créée par Suzanne Bolch et John May, produite par Atomic Cartoons, Breakthrough Entertainment, Heroic Television et Philippine Animation Studio Inc., diffusée entre le 7 février 2006 et le 19 décembre 2010 sur YTV.
Au Québec, la série est diffusée à partir du 2 septembre 2006 sur VRAK.TV, et en France depuis octobre 2008 sur Télétoon et diffusée depuis 2009 sur Disney Cinemagic France.
En Belgique, la série avait été diffusée sur Club RTL.

## Synopsis
Cette série met en scène Milo, un petit garçon vivant à Halverston-in-Area (une ville fictive inspirée de Toronto, Ontario), qui a décidé de devenir un super-héros afin d'aider les enfants victimes d'injustices. Vêtu d'un costume de flamant rose mais dépourvu de « super-pouvoirs », le justicier est aidé dans sa mission par son amie Alice (Camille au Québec) et tout un éventail de farces et attrapes…

## Distribution

### Voix originales
- Tabitha St. Germain : Capitaine Flamingo / Milo

### Voix québécoises
- Johanne Garneau : Capitaine Flamingo / Milo
- Geneviève Désilets : Camille
- Gilbert Lachance : père de Milo
- Natalie Hamel-Roy : mère de Milo / Otto
- Tristan Harvey : narrateur

 Source et légende : version québécoise (VQ) sur Doublage.qc.ca

## Épisodes

### Première saison (2006)
1. Jour J du capitaine Flamingo / Crêpes et panique (The Flamingo Has Landed / Pancake Panic)
2. La piscine de tous les dangers / Le sous-sol de l'horreur (Sink or Swim / Basement of Yuck)
3. Comme sur des roulettes / La balle au bond (I Scream, You Scream! / Ball of Confusion)
4. Singeries / Alerte au chewing-gum (Beyond the Thundermonkey Dome / Gum Control)
5. A l'eau ? A l'eau ? Réponds Flamingo ! / Portrait d'un super-héros (Water You Worried / Superhero as a Young Flamingo)
6. Où est mon sac à malice ? / La corrida de l'agenda (Ack! Give My Backpack Back, Jack / Attack of the Girl Next Door)
7. Un super-héros dans un jeu de quille / Tape à Max (Ten Pin Peril / Whack-a-Max)
8. La course ou la vie ! / La tempête du siècle (Run Milo Run / Blizzard of Ooze)
9. Le meilleur épisode / Folles dépenses (The Best Episode Ever / Charge It!)
10. À défaut de fromage / Tous à la plage ! (Cheese the Day / Beach Blanket Flamingo)
11. Un poisson nommé Milo / Toujours plus haut (A Fish Called Milo / High and Flighty)
12. Le coiffeur diabolique / Milo est malaaaade (Much Ado About A ‘Do” / Talking to Ralph on the Big Porcelain Phone)
13. Atchoum / Bouquet et bonbons (Snot Funny / Flowers and Candy)
14. E.T. et Avalanche / Capitaine Flamingo et associés (Alien Avalanche / Thor All Over)
15. Mariage, Avalanche et court-circuit / Une évasion plus grande (Milo and the Gang Face More Problems / The Even Greater Escape)
16. Le dernier kiosque / Cinquante façons de fuir le foie (The Last Stand / Fifty Ways to Leave Your Liver)
17. Lapin en fuite / La vidéo maudite (Bunny Run / Tape That!)
18. Panique au théâtre / Le temps des cadeaux (Play On Words / Present Tense)
19. Leçons de bienséance / Technophobies (Missed Manners / Domo Ari Otto, Mr. Robotto)
20. Le bon, la brute et le petit / Histoire de fête et de tempête (The Good, the Bad and the L’il / Pop Goes the Milo)
21. Capitaine Flamingo et Cie / Le biscuit chinois du scandale (Just Looking / Outrageous Fortune Cookie)
22. Erreur au champ / Rivalités d'oiseaux (Infield Error / New Birld on the Block)
23. Les hauts et les bas d'un artiste / Pas de passe-droit pour Justin (Bug Out / Pasta Your Bedtime)
24. Mon caleçon ! Ton caneton ? / Frayeur au musée (Under There Underwhere? Exhibit: Yikes!)
25. S.O.S. graterons / L'amour rend aveugle (Burr in the Hand / Blindsided)
26. Imprévu au jardin / Vrai ou faux (Knot in My Backyard / Real to Me)

### Deuxième saison (2007)
1. Un problème monstre / Le repos du héros (Monster Headache / Volunteers For Fears)
2. La grosse tête / La chenille du bonheur (Hairdos and Don'ts / Baby You Can Drive My Karma)
3. Sur la piste de Doukie Douce / Une dent contre la fée (Training Wreck / Nothing But The Tooth)
4. Le téléphone d'ariane / Garth l'envahisseur terreur de l'univers (Phone Tag / Max Invader, Scourge of the Universe)
5. Flamingo est un oiseau rebelle / En avant la musique ! (When Good Birds Go Bad / Face the Music )
6. Capitaine imposteur / La nuit des zombies (Captain Copycat / Night of the Living Flamingo)
7. Un amour de poney / Nom de noms (Saddle Brained / Name Dropper)
8. Titres français inconnus (Ready to Swear / Elephant and Hassle)
9. La parole est d'or / Titre français inconnu (Drilling Me Softly / Adventures of Milo Sitting)
10. Titres français inconnus (Warrior Monkey, M.D. / Past Imperfect)
11. Titres français inconnus (Change of Heart / Door Stop in the Name of Love)
12. Titres français inconnus (The Globnick / Fault Line)
13. Titres français inconnus (Everybody was Tofu Fighting / Journey To The Centre Of The TV)

### Troisième saison (2008–2010)
1. Titres français inconnus (Scrambled Legs / Full Wooden Woggle)
2. Titres français inconnus (Alley Oops! / Catch of the Day)
3. Titres français inconnus (Flamingopalooza / The Snake Whisperer)
4. Titres français inconnus (Deep DueDue / Milo and Wendell's Eggcellent Adventure)
5. Titres français inconnus (Sweetness and Light / A Boy and his Yeti)
6. Titres français inconnus (Playing It Koi / Rebel Without a Clog)
7. Titres français inconnus (Come Rain or Come Slime / Rear Basement Window)
8. Titres français inconnus (Switch Hitch / Appetite for Instructions)
9. Titres français inconnus (Ghost Almost / Comic Slip)
10. Titres français inconnus (When Fools Rush In / A Slight Mthunderstanding)
11. Titres français inconnus (The End / The One and Owen-Only)
12. Titres français inconnus (The Gobbler Robbler: Part One / Saint Nick O' Time: Part Two)
13. Titres français inconnus (CF: The Musical / Cliffhanger)